# Svend Karlsen
Svend Karlsen (nacido el 6 de octubre de 1967) es un strongman y potencista noruego.
Svend obtuvo varios títulos en powerlifting y culturismo, y a fines de los años 90 comenzó a participar en atletismo de fuerza. En 2001 ganó la competición de el hombre más fuerte del mundo en Zambia.
En 2006 se retiró de la competición, y apareció como promotor del joven compatriota Arild Haugen.

## Resultados en el hombre más fuerte del mundo
- 1997 - 8.º
- 1999 - 3.º
- 2000 - 2.º
- 2001 - 1.º
- 2002 - 5.º
- 2003 - 9.º
- 2004 - 5.º

| el hombre más fuerte del mundo |                |                                    |
| Precedido por: Janne Virtanen  | Primero (2001) | Sucedido por: Mariusz Pudzianowski |